# A Gnome There Was
A Gnome There Was and Other Tales of Science Fiction and Fantasy è un'antologia di undici racconti di fantasy e fantascienza composti da Henry Kuttner e C. L. Moore sotto lo pseudonimo di Lewis Padgett, pubblicata da Simon & Schuster nel 1950. Si tratta della prima edizione in volume di opere brevi dei due autori, che erano originariamente apparse su rivista.

## Contenuti
Si indica per ogni racconto la prima edizione su rivista.
1. "A Gnome There Was", Unknown ottobre 1941.
2. "What You Need", Astounding Science Fiction ottobre 1945.
3. "The Twonky", Astounding Science Fiction settembre 1942.
4. "The Cure", Astounding Science Fiction maggio 1946.
5. "Exit the Professor", Thrilling Wonder Stories ottobre 1947.
6. "See You Later", Thrilling Wonder Stories giugno 1949.
7. "Mimsy Were the Borogoves", Astounding Science-Fiction febbraio 1943.
8. "Jesting Pilot", Astounding Science Fiction maggio 1947.
9. "This Is the House", Astounding Science Fiction febbraio 1946.
10. "Rain Check", Astounding Science Fiction luglio 1946.
11. "Compliments of the Author", Unknown Worlds ottobre 1942.

"Exit the Professor" e "See You Later" appartengono alla saga della famiglia Hogben, che i due autori non riunirono mai in una raccolta dedicata.